# Conway (Carolina del Sur)
Conway es una ciudad del Condado de Horry en Carolina del Sur, Estados Unidos.
La ciudad tenía 30 210 habitantes en el año 2000 en una superficie de 34.7 km², con una densidad poblacional de 358,1 personas por km². 

## Geografía
Conway se encuentra ubicada en las coordenadas 33°50′17″N 79°3′22″O / 33.83806, -79.05611. Según la Oficina del Censo, la ciudad tiene un área total de 34,7 km² (13,4 mi²), de la cual 32,9 km² (12,7 mi²) es tierra y 1,8 km² (0,7 mi²) (5.08 %) es agua.

## Demografía
En el 2000 la renta per cápita promedia del hogar era de $32 155, y el ingreso promedio para una familia era de $39 189. El ingreso per cápita para la localidad era de $16 611. En 2000 los hombres tenían un ingreso per cápita de $26 720 contra $21 310 para las mujeres. Alrededor del 20.20 % de la población estaba bajo el umbral de pobreza nacional. 

### Localidades adyacentes
El siguiente diagrama muestra a las localidades en un radio de 24 kilómetros (14,9 mi) de Conway.